# Inés Gorrochategui
Inés Gorrochategui (Córdoba, 13 juni 1973) is een voormalig tennisspeelster uit Argentinië. Gorrochategui begon met tennis toen zij zeven jaar oud was. Zij speelt rechtshandig en heeft een enkelhandige backhand. Zij was actief in het proftennis van 1991 tot en met 1999. In 2007 opende zij in haar geboorteplaats Córdoba haar eigen tennisschool, de Inés Gorrochategui Tennis Academy, samen met haar voormalige coach Marcelo Pacheco.

## Loopbaan

### Enkelspel
Gorrochategui debuteerde in 1989 op het ITF-toernooi van São Paulo (Brazilië) – hier veroverde zij meteen haar eerste titel, door de Braziliaanse Rita Cruz Lima te verslaan. In totaal won zij zeven ITF-titels, de laatste in 1991 in Brindisi (Italië).
In 1990 kwalificeerde Gorrochategui zich voor het eerst voor een WTA-hoofdtoernooi, op het toernooi van São Paulo. Zij stond in 1991 voor het eerst in een WTA-finale, op het toernooi van Parijs – zij verloor van de Spaanse Conchita Martínez. Gorrochategui veroverde nooit een WTA-enkelspeltitel. Wel bereikte zij nog de finale in Auckland (1994) en in Warschau (1999).
Haar mooiste overwinning is die op Martina Navrátilová (WTA-4) tijdens het WTA-toernooi van Hilton Head in 1994. Haar beste resultaat op de grandslamtoernooien is het bereiken van de kwartfinale, op Roland Garros 1994 waar zij verloor van Steffi Graf (WTA-1). Haar hoogste notering op de WTA-ranglijst is de negentiende plaats, die zij bereikte in oktober 1994.

### Dubbelspel
Gorrochategui behaalde in het dubbelspel betere resultaten dan in het enkelspel. Zij debuteerde in 1989 op het ITF-toernooi van São Paulo (Brazilië), samen met de Amerikaanse Karen Buchholz – hier veroverde zij meteen haar eerste titel, door het Braziliaanse duo Sabrina Giusto en Maria Pilar Valls te verslaan. In totaal won zij zeven ITF-titels, de laatste in 1991 in Brindisi (Italië).
In 1990 speelde Gorrochategui voor het eerst op een WTA-hoofdtoernooi, op het toernooi van São Paulo, samen met landgenote Florencia Labat. Zij bereikten er de halve finale. Zij stond in 1991 voor het eerst in een WTA-finale, op het toernooi van São Paulo, samen met landgenote Mercedes Paz – hier veroverde zij haar eerste titel, door het koppel Renata Baranski en Laura Glitz te verslaan. In totaal won zij zeven WTA-titels, de laatste in 1997 in Warschau, samen met de Roemeense Ruxandra Dragomir.
Haar beste resultaat op de grandslamtoernooien is het bereiken van de finale, op het US Open 1993, samen met de Zuid-Afrikaanse Amanda Coetzer. Haar hoogste notering op de WTA-ranglijst is de negende plaats, die zij bereikte in mei 1995.

### Tennis in teamverband
In de periode 1990–1999 maakte Gorrochategui deel uit van het Argentijnse Fed Cup-team – zij behaalde daar een winst/verlies-balans van 14–3. In 1993 bereikte zij met dit team de halve finale van de Wereldgroep I, door achtereenvolgens Nieuw-Zeeland (eerste ronde), Bulgarije (tweede ronde) en de Verenigde Staten (kwartfinale) te verslaan – in de halve finale waren de Australische dames te sterk voor hen.

## Posities op deWTA-ranglijst
Positie per einde seizoen:
| jaar | ranking enkelspel | ranking dubbelspel |
| ---- | ----------------- | ------------------ |
| 1989 | 364               | 314                |
| 1990 | 236               | 169                |
| 1991 | 70                | 151                |
| 1992 | 90                | 59                 |
| 1993 | 56                | 19                 |
| 1994 | 20                | 16                 |
| 1995 | 38                | 21                 |
| 1996 | 100               | 136                |
| 1997 | 89                | 36                 |
| 1998 | 266               | 101                |
| 1999 | 70                | 68                 |

## Palmares
| Legenda                |
| ---------------------- |
| Grandslamtoernooi      |
| Olympische Spelen      |
| Year-End Championships |
| Tier I                 |
| Tier II                |
| Tier III               |
| Tier IV & V            |

### WTA-finaleplaatsen enkelspel
| nr.              | finale     | toernooi     | ondergrond | tegenstandster          | score    |         |
| ---------------- | ---------- | ------------ | ---------- | ----------------------- | -------- | ------- |
| gewonnen finales |            |              |            |                         |          |         |
| geen             |            |              |            |                         |          |         |
| verloren finales |            |              |            |                         |          |         |
| 1.               | 1991-09-22 | WTA Parijs   | gravel     | Conchita Martínez       | 0-6, 3-6 | details |
| 2.               | 1994-02-06 | WTA Auckland | hardcourt  | Ginger Helgeson         | 6-7, 3-6 | details |
| 3.               | 1999-05-09 | WTA Warschau | gravel     | Cristina Torrens Valero | 5-7, 6-7 | details |

### WTA-finaleplaatsen vrouwendubbelspel
| nr.              | finale     | toernooi          | ondergrond | partner           | tegenstandsters                     | score         |         |
| ---------------- | ---------- | ----------------- | ---------- | ----------------- | ----------------------------------- | ------------- | ------- |
| gewonnen finales |            |                   |            |                   |                                     |               |         |
| 1.               | 1991-12-08 | WTA São Paulo     | gravel     | Mercedes Paz      | Renata Baranski Laura Glitz         | 6-2, 6-2      | details |
| 2.               | 1992-05-03 | WTA Tarente       | gravel     | Amanda Coetzer    | Rachel McQuillan Radomira Zrubáková | 4-6, 6-3, 7-6 | details |
| 3.               | 1993-07-18 | WTA Praag         | gravel     | Patricia Tarabini | Laura Golarsa Caroline Vis          | 6-2, 6-1      | details |
| 4.               | 1993-10-24 | WTA Boedapest     | tapijt (i) | Caroline Vis      | Sandra Cecchini Patricia Tarabini   | 6-1, 6-3      | details |
| 5.               | 1995-04-09 | WTA Amelia Island | gravel     | Amanda Coetzer    | Nicole Arendt Manon Bollegraf       | 6-2, 3-6, 6-2 | details |
| 6.               | 1995-05-21 | WTA Berlijn       | gravel     | Amanda Coetzer    | Larisa Neiland Gabriela Sabatini    | 4-6, 7-6, 6-2 | details |
| 7.               | 1997-07-27 | WTA Warschau      | gravel     | Ruxandra Dragomir | Meike Babel Catherine Barclay       | 6-4, 6-0      | details |
| verloren finales |            |                   |            |                   |                                     |               |         |
| 1.               | 1993-04-11 | WTA Amelia Island | gravel     | Amanda Coetzer    | Manuela Maleeva Leila Meschi        | 6-3, 3-6, 4-6 | details |
| 2.               | 1993-09-12 | US Open           | hardcourt  | Amanda Coetzer    | Arantxa Sánchez Helena Suková       | 4-6, 2-6      | details |
| 3.               | 1993-11-07 | WTA Oakland       | tapijt (i) | Amanda Coetzer    | Patty Fendick Meredith McGrath      | 2-6, 0-6      | details |
| 4.               | 1994-04-10 | WTA Amelia Island | gravel     | Amanda Coetzer    | Arantxa Sánchez Larisa Neiland      | 2-6, 7-6, 4-6 | details |
| 5.               | 1994-06-18 | WTA Eastbourne    | gras       | Helena Suková     | Gigi Fernández Natallja Zverava     | 7-6, 4-6, 3-6 | details |
| 6.               | 1997-05-24 | WTA Madrid        | gravel     | Irina Spîrlea     | Mary Joe Fernandez Arantxa Sánchez  | 3-6, 2-6      | details |
| 7.               | 1999-06-13 | WTA Birmingham    | gras       | Alexandra Fusai   | Corina Morariu Larisa Neiland       | 4-6, 4-6      | details |

## Resultaten grandslamtoernooien
| Legenda | Legenda                          |
| ------- | -------------------------------- |
| g.t.    | geen toernooi gehouden           |
| l.c.    | lagere categorie                 |
| –       | niet deelgenomen                 |
| G       | uitgeschakeld in de groepsfase   |
| 1R      | uitgeschakeld in de eerste ronde |
| 2R      | uitgeschakeld in de tweede ronde |
| 3R      | uitgeschakeld in de derde ronde  |
| 4R      | uitgeschakeld in de vierde ronde |
| KF      | uitgeschakeld in de kwartfinale  |
| HF      | uitgeschakeld in de halve finale |
| F       | de finale verloren               |
| W       | het toernooi gewonnen            |
| w-v     | winst/verlies-balans             |

### Enkelspel
| Toernooi        | 1992 | 1993 | 1994 | 1995 | 1996 | 1997 | 1998 | 1999 | w-v  |
| --------------- | ---- | ---- | ---- | ---- | ---- | ---- | ---- | ---- | ---- |
| Australian Open | 2R   | 3R   | 2R   | –    | –    | 3R   | 1R   | –    | 6-5  |
| Roland Garros   | 1R   | 2R   | KF   | 1R   | –    | 2R   | 1R   | 2R   | 7-7  |
| Wimbledon       | –    | 2R   | 3R   | 4R   | 3R   | 2R   | 1R   | 3R   | 11-7 |
| US Open         | –    | 1R   | –    | 2R   | 3R   | 1R   | –    | 1R   | 3-5  |

### Vrouwendubbelspel
| Toernooi        | 1992 | 1993 | 1994 | 1995 | 1996 | 1997 | 1998 | 1999 | w-v  |
| --------------- | ---- | ---- | ---- | ---- | ---- | ---- | ---- | ---- | ---- |
| Australian Open | 1R   | 3R   | 3R   | –    | –    | 2R   | 1R   | 2R   | 6-6  |
| Roland Garros   | 2R   | HF   | HF   | 1R   | –    | 2R   | 1R   | 1R   | 10-7 |
| Wimbledon       | –    | 1R   | –    | 2R   | 2R   | 1R   | 1R   | 2R   | 3-6  |
| US Open         | –    | F    | 3R   | 1R   | 2R   | 1R   | 1R   | 2R   | 9-7  |

### Gemengd dubbelspel
| Toernooi        | 1993 | 1994 |    | 1997 | 1998 | w-v |
| --------------- | ---- | ---- | -- | ---- | ---- | --- |
| Australian Open | –    | 1R   | –  | 1R   | 0-2  |     |
| Roland Garros   | 2R   | 3R   | –  | –    | 2-2  |     |
| Wimbledon       | –    | –    | –  | –    | 0-0  |     |
| US Open         | –    | –    | 1R | –    | 0-1  |     |